# Acanthodillo erinaceus
Acanthodillo erinaceus är en kräftdjursart som beskrevs av Karl Wilhelm Verhoeff 1926. Acanthodillo erinaceus ingår i släktet Acanthodillo och familjen Armadillidae. Inga underarter finns listade i Catalogue of Life.